# Kocs-Mocsai-vízfolyás
A Kocs-Mocsai-vízfolyás Kocstól délre ered, Komárom-Esztergom vármegyében. A patak forrásától kezdve északi irányban halad, majd Komárom és Almásfüzitő közt eléri a Szőny-Füzitői-csatornát.

## Part menti települések
- Kocs
- Mocsa
- Almásfüzitő
- Komárom-Szőny